# Буляк (Игметовский сельсовет)
Буля́к (баш. Бүләк) — село в Илишевском районе Республики Башкортостан Российской Федерации. Входит в состав Игметовского сельсовета. 

## География

### Географическое положение
Расстояние до:
- районного центра (Верхнеяркеево): 18 км,
- центра сельсовета (Верхнеманчарово): 8 км,
- ближайшей ж/д станции (Буздяк): 108 км.

## Население
| 2002 | 2009 | 2010 |
| ---- | ---- | ---- |
| 23   | ↘19  | ↗20  |